# 포르텡베생 전투
포르텡베생 전투 또는 오베리 작전은 1944년 6월 6일부터 6월 8일까지 발생한 전투로 제2차 세계 대전의 노르망디 상륙 당시 아르망슈 서쪽의 작은 어촌 항구에서 발발했다. 이 마을은 서쪽으로는 미국 제5군단이 있는 오마하 해변과 맞닿아 있었고, 동쪽으로는 영국 제30군단 구역인 골드 해변과 맞닿아 있었다. 오버로드 작전 당시 목표였던 요새화된 항구는 제4특수여단의 제47왕립해병특공대에 의해 점령되었다.

## 서막

### 노르망디 상륙

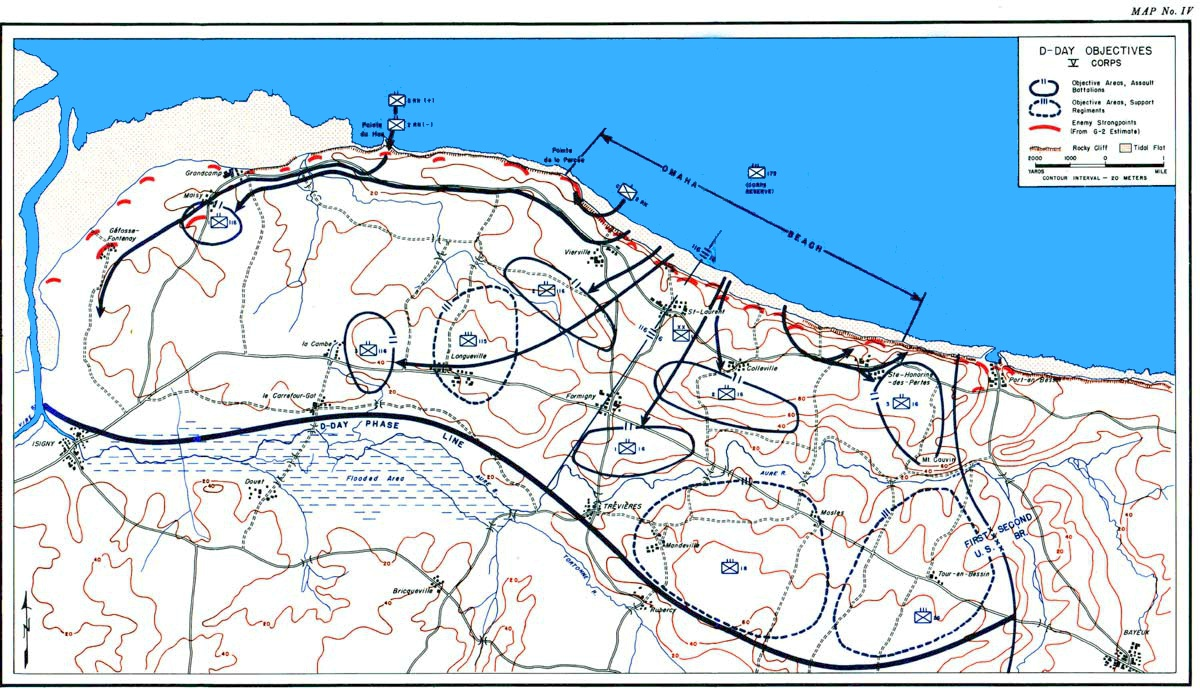
미국 제5군단의 디데이 당시 목표를 보여주는 지도로 포르텡베생은 오마하 해변 동쪽 측면에 있다.

제47특공대는 1944년 6월 3일 정박해 있다가 6월 5일 2척의 배로 솔렌트 항을 떠났다. 6월 6일 오전 5시, 노르망디 해안에서 13km 떨어진 곳에서 그들은 14대의 공격용 상륙 주정을 탔고, 각 상륙정에는 30명의 해병대원이 탑승했다. 이들은 골드 해변을 향해 진격을 시작했다. 곧 르 아멜과 롱의 해안 포대가 접근하는 상륙 주정을 향해 공격을 가했다. 해안가에서 떨어진 곳에서 상륙정 1대가 포탄을 맞아 격침되었거, 12명의 해병대원이 사망하거나 익사했다. 11명의 대원들은 심각하게 부상을 입었으나 해변가에는 무사히 도착했다. 다른 상륙 주정들은 해안가에는 무사히 도착했으나 철골로 건설된 "벨기에 문들"을 통과해야 했고, 이 문들은 지뢰가 매설되어 있었다. 조수가 많은 장애물들을 덮어줄 수 있었기 때문에 장애물은 제거되지 않았고, 상륙 주정 4대가 좌초된 이후 지회로 격침되었다. 해병대원들은 해변으로 수영을 했지만 43명의 병사들이 목숨을 잃었고 대부분의 무선 장비도 파괴되었다.

### 상륙
해변가에서의 공격 이후 제47특공대는 300명 가량의 인원만 남아있었으며, 28명은 사망하거나 익사한 뒤였다. 21명이 부상을 입었고, 27명이 실종된 상황이었다. 특공대는 제231보병여단의 본부로부터 무선 장비를 빌려 전 지역에 걸친 무전을 설립했다. 해병대는 롱쉬르메르에 있는 아르망슈-포르텡베생 도로에 주둔한 제716전략보병사단의 제726여단을 피해야만 했고, 오마하 해변에서 진군하는 미국 제1군과 부대를 연결하기 위해 항구에서 19km 안쪽인 내륙으로 진격했다. 이른 저녁 특공대는 라로시에르에서 독일군 부대를 만났고, 이 곳에서 1명의 영국군이 사망했고, 11명이 부상당했다. 독일의 무기와 장비들이 상륙 도중 잃어버린 것들을 대체하기 위해 수집되었다. 어둠이 깔릴 무렵 특공대는 에스퀴레의 72고지에 도달했고, 이들은 다음 날 공격을 준비하기 위해 이 곳에 주둔했다.

## 전투
포르텡베셍의 주요 방어지역은 서쪽과 동쪽으로 알려진 약 61m의 고지 지대에 있었으며 항구가 자리 잡은 양쪽 모두가 비어있었다. 바이외 도로를 따라 항구 남쪽에는 참호와 콘크리트 구조물들이 건립되어 있었다. 항만 시설 인근에도 더 많은 주요 방어 시설이 자리잡고 있었다. 바이외 도로를 따라 난 방어 시설은 곧 점령되었고, 이 구조물의 담당자들은 포로로 잡혔다. HMS 에메랄드의 포격과 호커 타이푼 비행대들의 폭격 이후 오후에 절벽 위의 요새화된 고지가 공격을 받았고 서쪽 지구가 점령되었다. 군대는 소총수와 기관총 공격에 맞서며 동쪽 지구로 이동했고, 수류탄이 경사면의 출구를 열었다. 그러나 경사면도 지뢰가 매설되어 있었고 화염방사병이 숨어있었다. 해병대가 경사면을 따라 잘 올라가고 있을 때 항구의 대공포가 발사되어 12명의 해병대원을 죽이고 17명의 대원에게 부상을 입혔다. 해병대원은 결국 이 공격으로 철수할 수밖에 없었다.

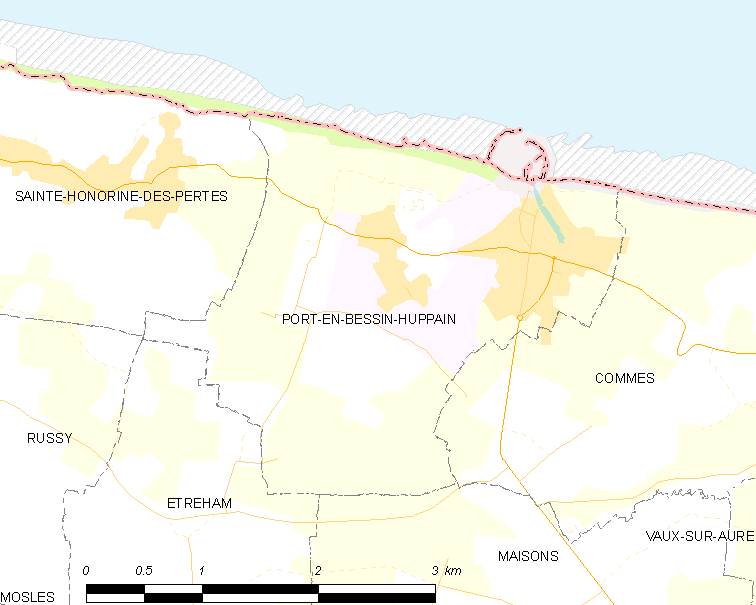
포르텡베셍 지역 (암호 지역 14515)

독일군 반격이 본부 측면의 특공대를 압도하였고, 에스퀴레-포르텡베셍도로는 에스퀴르를 방어하는 군대에 의해 차단되었다. 특공대의 병력은 280명으로 줄어들었고, 대부분의 병사들은 부상을 입었지만 그들의 부족한 무기는 제522왕립육군특수군단의 여러 군단원들에 의해 보충되었다. 이들은 독일 기관총 공격과 전차포 공격을 뚫고 보급된 것이었다. 항구 지역의 독일군 방어 지역은 산개된 강화 지점들로 이루어졌기 때문에 해병대는 큰 희생을 치러가며 이 지역을 하나하나 공격했고, 항구는 점진적으로 영국 특공대원이 차지했다. 해병대 커즌스 대위는 동쪽 구역을 향해 정찰 임무를 수행하였고 봉우리의 요새를 향한 방어가 되지 않은 지그재그 식의 길을 발견했다. 어둠이 내려앉자 커즌스 대위는 4명의 장교와 25명의 대원을 이끌고 독일군의 눈에 띄지 않게 고지를 올라갔으며 고지를 방어하는 독일군을 기습 공격해 혼란에 빠뜨렸다. 해병대원들은 콘크리트로 지어진 벙커를 발견했고, 커즌스와 4명의 대원이 돌격을 감행했다. 커즌스는 수류탄에 의해 사망했고, 그를 따라가던 대원 1명이 부상을 입었지만 벙커는 특공대원이 점령했다. 4대 1로 독일군이 수적으로 압도했지만, 특공대원들은 콘크리트 구조물, 참호, 지뢰, 가시철사 등과 같은 방어물을 헤쳐나가며 동쪽 구역으로 진격했다. 독일군의 구조물은 하나하나 점령되었고, 새벽이 오기 전 동쪽 지역은 영국군의 손에 완전히 넘어갔다. 동쪽이 점령되자 서쪽 구역의 독일군은 항복하는 것에 동의했다. 테리 커즌스 대위는 그의 지도력과 용기로 빅토리아 십자훈장의 후보자로 지명되었지만 대다수 특공대원들의 반대로 취소되었다. 특공대는 에스퀴르를 탈환했고, 6월 9일 지역 사령관과 300명의 독일군 병사가 항복했다.

## 분석

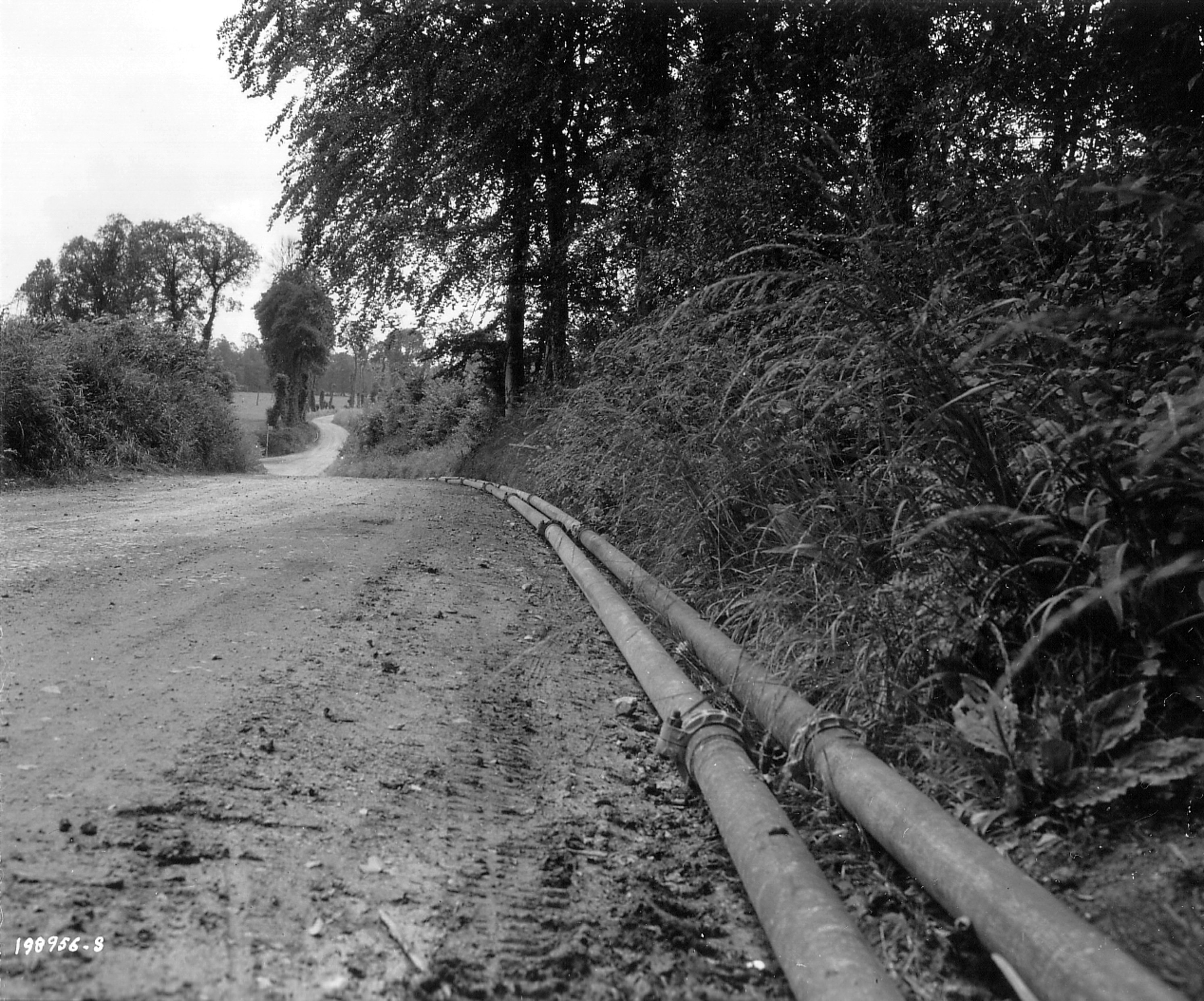
플루토 송유관은 원래 셸부르에 설립될 예정이었지만, 점령의 연기로 포르텡베생에 설립되었다.

6월 8일, 제47특공대는 200명으로 그 수가 줄어들었다. 대대는 도브르라데리브랑데 지역으로 이동할 것을 명령받았고, 이후 오른 강 동쪽으로 이동하여 제6공수부대를 지원하라는 명령을 받았다. 제30군단의 사령관이었던 중령 브라이언 호록스 경은 노르망디 전역이 끝나갈 무렵 포르텡베셍을 점령한 영국 제47왕립해병특공대에 대해 "해병대의 오래되고 특별한 역사에서 그것보다 더 나은 것을 해병대가 성취한 적이 있는 지에 대해서는 의심해볼만 한 하다."라고 적었다. 사학자이자 2차 대전 당시 영국 정치 및 전쟁 위원회 (BPWE)의 위원장 브루스 록하르트 경은 제47왕립해병특공대의 업적을 "실질적인 침공 동안 모든 특공대의 임무 중 가장 두드러진 것"이라고 묘사했다. 줄리안 톰슨은 "내 생각에 제47왕립해병특공대가 포르텡베생에서 펼친 작전은 제2차 세계 대전 당시 어느 국가의 해병대, 육군, 해군, 공군이 수행한 위대한 업적 중 하나다."라고 적었다. 디데이 당시 오마하 해변에 상륙했던 미국 제16보병여단의 일부 병사들이 해안 마을 후페인을 통과한 이후 제47왕립해병특공대원과 만나 영국-미국 해변을 연결하였다. 주요 정유소가 셸부르에 위치할 예정이었으나 6월 30일까지 점령이 되지 않은 상황이었기 때문에, 포르텡베생에 정유소가 설립되어 보급품의 기지로서의 역할을 맡게 되었다.